# Cyclothone braueri
Cyclothone braueri is een straalvinnige vissensoort uit de familie van borstelmondvissen (Gonostomatidae). De wetenschappelijke naam van de soort is voor het eerst geldig gepubliceerd in 1926 door Jespersen & Tåning.